# Plastic Beach
Plastic Beach är bandet Gorillaz tredje studioalbum som släpptes den 3 mars 2010. Skivan är mycket experimentell och är baserad på Hiphop/Electronica/Synthmusik. 
På skivan medverkar även Snoop Dogg, Bobby Womack, Mos Def, Little Dragon, Gruff Rhys, De La Soul, Lou Reed, Mick Jones, Mark E. Smith, Paul Simonon, Bashy, Kano, och Hypnotic Brass Ensemble.

## Låtlista
1. Orchestral Intro (Feat. Sinfonia Viva)
2. Welcome To The World Of The Plastic Beach (feat. Snoop Dogg and Hypnotic Brass Ensemble)
3. White Flag (feat.  Bashy and The National Orchestra For Arabic Music)
4. Rhinestone Eyes
5. Stylo (feat. Bobby Womack and Mos Def)
6. Superfast Jellyfish (feat. Gruff Rhys and De La Soul)
7. Empire Ants (feat. Little Dragon)
8. Glitter Freeze (feat. Mark E Smith)
9. Some Kind Of Nature (feat. Lou Reed)
10. On Melancholy Hill
11. Broken
12. Sweepstakes (feat. Mos Def & Hypnotic Brass Ensemble)
13. Plastic Beach (feat. Mick Jones & Paul Simonon)
14. To Binge (feat. Little Dragon)
15. Cloud Of Unknowing (feat. Bobby Womack and Sinfonia ViVA)
16. Pirate Jet
17. Pirate's Progress (Bonus, finns i japanska versionen och i iTunes versionen)
18. Three Hearts, Seven Seas, Twelve Moons (Bonus, i iTunes versionen)